# Caprifolia

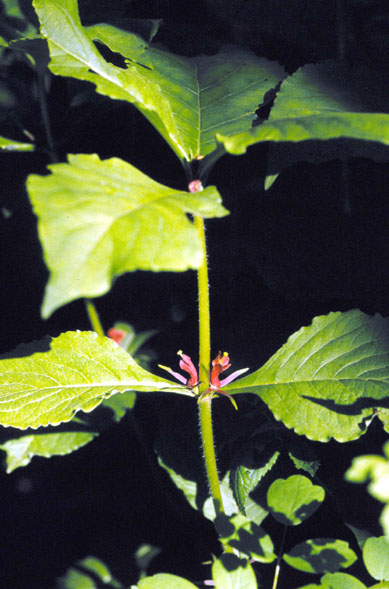
Triosteum

Caprifolia, na classificação taxonômica de Jussieu (1789), é uma ordem botânica da classe Dicotyledones, Monoclinae (flores hermafroditas ), Monopetalae (uma pétala), com  corola epigínica (quando a corola se insere acima do nível do ovário) e, com anteras distintas.
Apresenta os seguintes gêneros:
- Triosteum, Symphocarpos, Diervilla, Xylosteum, Caprifolium, Hortensia, Sambucus, Cornus, Hedera, e outros.